# Нова Весь-Ґощанська
Нова Весь-Ґощанська (пол. Nowa Wieś Goszczańska) — село в Польщі, у гміні Твардоґура Олесницького повіту Нижньосілезького воєводства.
Населення — 376 осіб (2011).
У 1975-1998 роках село належало до Вроцлавського воєводства.

## Демографія
Демографічна структура станом на 31 березня 2011 року:
|          | Загалом | Допрацездатний вік | Працездатний вік | Постпрацездатний вік |
| -------- | ------- | ------------------ | ---------------- | -------------------- |
| Чоловіки | 181     | 39                 | 129              | 13                   |
| Жінки    | 195     | 45                 | 115              | 35                   |
| Разом    | 376     | 84                 | 244              | 48                   |